# Eucamptodontopsis brittoniae
Eucamptodontopsis brittoniae là một loài Rêu trong họ Dicranaceae. Loài này được (E.B. Bartram) B.H. Allen mô tả khoa học đầu tiên năm 1990.